# 马热
马热是巴西里约热内卢州的一个市镇。总面积386平方公里，总人口244,334人，人口密度633人/平方公里。